# Сьюзанна Кулен-Вард
Сьюзанна, Кронпринцеса Албанська (до шлюбу Кулен-Вард, 28 січня 1941 — 17 липня 2004), також відома як Сьюзанна Барбара Зогу і Албанська королева Сьюзанна (алб. Suzana Zog, Mbretëreshë e Shqiptarëve), королева Албанії, у шлюбі з Лека I Зогу.
Лека І Зогу був проголошений албанським королем урядом Албанії в екзилі в 1961 році, після смерті його батька Ахмета Зогу. Фактично, Албанія в цей час була комуністичною республікою.

## Ранні роки
Народилась у Сіднеї, в районі Веверлі, в сім'ї Алана Роберта Кулен-Варда та Філіус Дороти Мюррей-Прайр. Була правнучкою відомого британського політика Томаса Лодж Мюррея-Прайора.
Її батько тримав овечу ферму, де вона і провела дитячі роки. Батьки віддали її в Пресвітеріанський жіночий коледж в Оранжі, потім в Сіднейський Технічний коледж, після якого вона стала викладачкою мистецтв в приватній школі.
Була одружена з Річардом Вільямсом з 1965 до 1970 року.

## Шлюб
Сьюзанна Кулен-Вард зустріла Лека I Зогу, єдиного сина короля Албанії Ахмета Зогу, на вечірці в Сіднеї. В 1975 році вони одружилися в м. Біарріц, Франція. Трохи згодом вони взяли шлюб за церковними традиціями в Мадриді. Австралійська влада відмовилась визнати її королевою, але компроміс був знайдений, коли голова МЗС Ендрю Пікок видав їй паспорт, де в графі «ім'я» було зазначено «Сьюзанна Кулен-Вард, також Королева Сьюзанна».
Після одруження вона жила бурхливим життям, постійно переїжджаючи, не маючи постійного місця проживання і місця, де можна було б осісти. В перші кілька років подружжя жило в Іспанії. Пізніше вони переїхали в Родезію (тепер Зімбабве). Після повалення уряду Роберта Мугабе пара знову переїжджає, тепер до Південної Африки, де в 1982 році Сьюзанна народжує сина Леку. Також під час життя в Родезії народила доньку, яка відразу померла.

## Смерть
Сьюзанна Кулен-Вард померла від раку легенів 17 липня 2004 року в Тирані, Албанія. Після смерті людям дозволили попрощатись з нею в каплиці за межами Тирани. Похована поруч з батьками чоловіка — Королевою Джеральдиною та Ахметом Зогу.

## Статус
- 1975—2004: ЇЇ Королівська Високість Кронпринцеса Албанії
- 1975—2004 (альтернативна назва від монархістів): ЇЇ Величність Королева албанська Сьюзанна.

### Нагороди
Національні нагороди
- Knight Grand Cross of the Order of Fidelity (6 October 1975).[4]